# Палић
Палић (мађ. Palics) је градско насеље у Србији, у граду Суботици, у Севернобачком округу, излетиште и лечилиште, седам километара удаљено од Суботице. Некада се на Палић ишло трамвајем још од 1897, али је он укинут 1974, па се данас може ићи колима, аутобусом, бициклом или пешке.
Према попису из 2022. било је 5.476 становника.

## Географске одлике
У непосредној близини насеља, налази се заштићено подручје Парк природе Палић. Западни део Палићког језера додирује јужно предграђе Суботице, познато по имену Сенћанска капија. Језеро је дубине до 2 метра и због великог броја алги изразито зелене боје. Настало на граници леса и песка, ово слатинасто језеро је добило своје име по пустари Палиј. Из језера је у 18. веку вађена сода, јер је језеро некад било слано, па се зато верује да је Палић остатак Панонског мора. По легенди, ту је пастир Павле напајао стоку.
Језерско блато је лековито, па је 1845. године изграђено купатило и Палић је постао (1852) заслугом градоначелника Кујунџића и бања. Место је крајем 19. века представљало спортски центар Мађарске; ту су постојали атлетско и бициклистичко игралиште. Било је то дело проф. Људевита Вермеша. Половином 19. века, на северној обали је засађен прелеп парк, изграђени су хотели, и ту су још тада имућни Суботичани градили летњиковце.
Истовремено са завршетком градње Градске куће у Суботици 15. септембра 1912. године, отворено је новоизграђено купалиште са објектима по којима се Палић и данас препознаје — водоторањ, Велика тераса и женски и мушки штранд. Водоторањ је рађен у тзв. секељском стилу. Поред "љубавног моста", ту су од 19. века "љубавна алеја" и "љубавни парк".
Хемијска индустрија „Зорка“ је своје отпадне воде изливала у Палић годинама, што је довело до помора рибе и потпуног загађења језера. 1970-их језеро је исушено, однет загађени муљ и поново напуњено. Изливање отпадних вода из „Зорке“ је овога пута ишло преко филтера за које се ускоро установило да су недовољног капацитета. Језеро је на крају ипак спасла криза, смањење или гашење производње загађивача, па је језеро поново заблистало у свом пуном сјају.

## Историјско језгро Палића
Историјско језгро Палића представља непокретно културно добро као просторна културно-историјска целина. Граница просторно културно-историјске целине Палића иде: од западне обале језера, западном ивицом парцела 14014, 14011, 14008, 14006, 14005, 14323, улицом Купалишном, пресеца железничку пругу Суботица-Хоргош (1454), западном ивицом парцеле 14702/1 до Хоргошког пута (1472), Хоргошким путем ка истоку до Брестовачке улице, улицом Лајоша Јоа, прелази улицу Иштвана Кизура у улицу Беле Бартока, Улицом Пионирском до железничке пруге Суботица – Хоргош, пругом према истоку северним ивицама парцела 925/2, 925/1, 925/3, 930/2, 930/1, 934, 935, 943 до улице Солунске, Хоргошким путем западно до Кањишког пута, и завршно са јужном границом Мушког штранда, источим ивицама парцела 1405, 1409, 1410 до обале језера.
Прве иницијативе о бањи јавиле су се крајем 18. века. До тада је народ користио језеро за напајање и купање стоке, за бељење платна и прање одеће, као и за купање и освежење. Годину дана након добијања статуса слободног краљевског града, Јохан Готфрид Либетраут, главни лекар Бачке жупаније указао је на могућност добијања слатине кувањем језерске воде, као и на нека лековита својства у угрејаном стању. Ову иницијативу је подржао и цар Јосип II, те је 1782. године изграђена фабрика соде поред Кањишког пута, између Палића и Крвавог језера. У још увек претежно пољопривредној Угарској, изградњом фабрике соде, једног од првих индустријских објеката у држави, Палић излази ван локалних оквира.
Мада се након изградње фабрике соде, у више наврата указивало на лековитост воде, требало је да прође 65 година од ове прве иницијативе да би град приступио формирању бање. Године 1841/42. године уређен је скроман парк северно од језера, по угледу на енглеске тзв. природне паркове, те се та година може узети као почетак формирања излетишта, летовалишта и будуће бање. Први објекти у парку, гостиона са две собе за смештај посетилаца, наслам за коње, штала и слободно купатило на језеру, подигнути су 1845. године. Изградњом Топлог купатила 1852/54. године, а затим и хотела Горње и Доње тршчаре 1853/54. године, утемељена је бања Палић, и од излетишта Суботичана прераста у летовалиште. Даљи просторни развој се плански одвијао западно од парка. Градски архитекта Јанош Шкултети је 1853. године израдио план за продају предметног земљишта, који је усмерио читав даљи просторно – архитектонски развој бање. Почела је изградња вила прво западно од парка, а затим и источно уз њега.
Проласком железничке пруге кроз Палић 1869. године, изменила се структура његових гостију, омогућено је издизање Палића из локалног оквира, јачи продор европских утицаја као и олакшан долазак посетилаца и из најудаљенијих крајева Мађарске. Изградња вила се убрзано одвија источно од Кањишког пута и северно од железничке станице у тзв. „Урбановом насељу”, чији су темељи постављени већ 1881. године. Најзначајнији догађај у друштвеном животу Палића представља оснивање Палићких спортских игара. Такмичења у десет атлетских вештина, појавила су се тринаест година пре него што су Олимпијске игре прокламоване на међународном конгресу у Паризу, а петнаест година пре њиховог обнављања у Атини 1896. године. Организовао их је земљопоседник и спортиста Лајош Вермеш (Vermes Lajos) у свом воћњаку западно од парка. Лајош Вермеш је 1891. године изградио велики спортски комплекс на насутом земљишту уз саму обалу. Спортски комплекс обухватао је три репрезентативне виле, Багојвар, Лујза вила и Мала Вермеш вила, асфалтну бициклистичку стазу, павиљоне, трибине, гостиону и привремено позориште.
Већ је тада територија Палића достигла просторне оквире у којима ће се до данас развијати. Цела територија источно, западно и северно од парка била је испарцелисана, изграђено је неколико класицистичких вила, док су швајцарске виле биле највише заступљене.
Увођењем железничке линије Будимпешта – Земун 1883. године, изградњом станице на Палићу четири године касније, затим поплочавањем пута између Суботице и Палића 1894. године, а поготово увођењем трамваја 1897. године на истој релацији, створени су сви предуслови за просперитет бање Палић крајем XIX века. На језеру је 1885. године изграђено прво одвојено мушко и женско купатило, док је санаторијум за лечење хидротерапијом подигнут 1898. године. Највећи подухват на уређењу бање крајем века представља регулација неуређене мочварне обале и изградња полукружног насипа са шеталиштем уз обалу у периоду између 1886 – 89. године.
Почетком 20. века постојеће јавне зграде бање нису одговарале естетским, здравственим и хигијенским стандардима европских бања. Изградња купалишта је извршена према пројектима Марцела Комора и Дежеа Јакаба, будимпештанских архитеката који су се својим грађевинама већ афирмисали у Суботици. У периоду између 1909. и 1912. године изграђени су Водоторањ, Велика тераса, Музички павиљон, Женски штранд и хотел, адаптиран је стари хотел као и Горња тршчара, док је Доња тршчара порушена. Урађени су водовод и канализација, извршена је регулација и уређење парка са стазама у дужини од 3 km, уведено је осветљење у парк и објекте. Почетком 1912. године радови су завршени. Комор и Јакаб су испројектовали споменчесму уз савете Жигмонда Штробл Кишфалудија (Kisfaludi Strobl Zsigmond) познатог вајара, али она није завршена до свечаног отварања. Купалиште је званично отворио градоначелник Карољ Биро, истовремено са Градском кућом у Суботици 15. септембра 1912. године, уз присуство гостију из читаве државе.
Ово је био први плански, комплексан подухват, који је обухватио урбанистичко уређење парка, изградњу нових и рестаурацију постојећих објеката, уређење обале, комунално опремање парка, све до најситнијих детаља урбане опреме. Формиран је лик Палића, који је задржан до данас, а ови објекти постали су његови симболи. Даљи развој Палића прекинуо је Први светски рат, да би након његовог завршетка изградња текла на источној обали језера формирањем мушког купатила, а након Другог светског рата наставила се изградњом викенд насеља.
Бановинска управа је на Палићу 1930. на 13,5 хектара отворила воћни расадник, јер је оцењено да је пешчара Хоргош-Келебија најповољнији терен у држави за гајење воћа, нарочито коштуњавог, и лозе - до 1939. продато је преко 200.000 садница.

## Демографија
У насељу Палић живи 6326 пунолетних становника, а просечна старост становништва износи 40,8 година (39,4 код мушкараца и 42,1 код жена). У насељу има 2747 домаћинстава, а просечан број чланова по домаћинству је 2,71.
Становништво у овом насељу је веома нехомогено, а у последња три пописа примећен је пораст броја становника.
|             | \| Демографија[5] \| Демографија[5] \| Демографија[5] \| \| Година \| Становника \| Становника \| \| -------------- \| -------------- \| -------------- \| \| 1948. \| 3.693 \| \| \| 1953. \| 3.764 \| \| \| 1961. \| 4.381 \| \| \| 1971. \| 5.179 \| \| \| 1981. \| 7.018 \| \| \| 1991. \| 7.375 \| 7.128 \| \| 2002. \| 7.745 \| 8.266 \| \| 2011. \| 7.771 \| \| |            |
| Демографија | |            |
| Година      | Становника | Становника |
| 1948.       | 3.693 |            |
| 1953.       | 3.764 |            |
| 1961.       | 4.381 |            |
| 1971.       | 5.179 |            |
| 1981.       | 7.018 |            |
| 1991.       | 7.375 | 7.128      |
| 2002.       | 7.745 | 8.266      |
| 2011.       | 7.771 |            |

| Етнички састав према попису из 2002.‍ | Етнички састав према попису из 2002.‍ | Етнички састав према попису из 2002.‍ | Етнички састав према попису из 2002.‍ | Етнички састав према попису из 2002.‍ |
| ------------------------------------ | ------------------------------------ | ------------------------------------ | ------------------------------------ | ------------------------------------ |
|                                      |                                      |                                      |                                      |                                      |
| Мађари                               | Мађари                               |                                      | 4.178                                | 53,94%                               |
| Срби                                 | Срби                                 |                                      | 1.930                                | 24,91%                               |
| Хрвати                               | Хрвати                               |                                      | 399                                  | 5,15%                                |
| Југословени                          | Југословени                          |                                      | 351                                  | 4,53%                                |
| Буњевци                              | Буњевци                              |                                      | 335                                  | 4,32%                                |
| Црногорци                            | Црногорци                            |                                      | 39                                   | 0,50%                                |
| Македонци                            | Македонци                            |                                      | 31                                   | 0,40%                                |
| Немци                                | Немци                                |                                      | 19                                   | 0,24%                                |
| Албанци                              | Албанци                              |                                      | 16                                   | 0,20%                                |
| Роми                                 | Роми                                 |                                      | 9                                    | 0,11%                                |
| Словенци                             | Словенци                             |                                      | 8                                    | 0,10%                                |
| Муслимани                            | Муслимани                            |                                      | 7                                    | 0,09%                                |
| Румуни                               | Румуни                               |                                      | 4                                    | 0,05%                                |
| Русини                               | Русини                               |                                      | 3                                    | 0,03%                                |
| Украјинци                            | Украјинци                            |                                      | 2                                    | 0,02%                                |
| Руси                                 | Руси                                 |                                      | 2                                    | 0,02%                                |
| Чеси                                 | Чеси                                 |                                      | 1                                    | 0,01%                                |
| Словаци                              | Словаци                              |                                      | 1                                    | 0,01%                                |
| Бугари                               | Бугари                               |                                      | 1                                    | 0,01%                                |
| Бошњаци                              | Бошњаци                              |                                      | 1                                    | 0,01%                                |
| непознато                            | непознато                            |                                      | 11                                   | 0,14%                                |

| Етнички састав према попису из 2011.‍ | Етнички састав према попису из 2011.‍ | Етнички састав према попису из 2011.‍ | Етнички састав према попису из 2011.‍ | Етнички састав према попису из 2011.‍ |
| ------------------------------------ | ------------------------------------ | ------------------------------------ | ------------------------------------ | ------------------------------------ |
|                                      |                                      |                                      |                                      |                                      |
| Мађари                               | Мађари                               |                                      | 4.335                                | 55,8%                                |
| Срби                                 | Срби                                 |                                      | 1.639                                | 21,1%                                |
| Хрвати                               | Хрвати                               |                                      | 355                                  | 4,6%                                 |
| Буњевци                              | Буњевци                              |                                      | 310                                  | 4,0%                                 |
| остали и непознато                   | остали и непознато                   |                                      | 1.132                                | 14,5%                                |

| Година пописа     | 1948. | 1953. | 1961. | 1971. | 1981. | 1991. | 2002. |
| ----------------- | ----- | ----- | ----- | ----- | ----- | ----- | ----- |
| Број домаћинстава | 1.017 | 1.074 | 1.362 | 1.606 | 2.321 | 2.625 | 2.747 |

| Број чланова      | 1   | 2   | 3   | 4   | 5   | 6  | 7  | 8 | 9 | 10 и више | Просек |
| ----------------- | --- | --- | --- | --- | --- | -- | -- | - | - | --------- | ------ |
| Број домаћинстава | 598 | 766 | 558 | 574 | 175 | 59 | 14 | 1 | 1 | 1         | 2,71   |

| Пол    | Укупно | Неожењен/Неудата | Ожењен/Удата | Удовац/Удовица | Разведен/Разведена | Непознато |
| ------ | ------ | ---------------- | ------------ | -------------- | ------------------ | --------- |
| Мушки  | 3.105  | 942              | 1.877        | 105            | 177                | 4         |
| Женски | 3.516  | 691              | 1.956        | 600            | 266                | 3         |
| УКУПНО | 6.621  | 1.633            | 3.833        | 705            | 443                | 7         |

| Пол    | Укупно                    | Пољопривреда, лов и шумарство | Рибарство                            | Вађење руде и камена | Прерађивачка индустрија       |
| ------ | ------------------------- | ----------------------------- | ------------------------------------ | -------------------- | ----------------------------- |
| Мушки  | 1.481                     | 148                           | 0                                    | 1                    | 605                           |
| Женски | 1.164                     | 58                            | 0                                    | 0                    | 376                           |
| УКУПНО | 2.645                     | 206                           | 0                                    | 1                    | 981                           |
| Пол    | Производња и снабдевање   | Грађевинарство                | Трговина                             | Хотели и ресторани   | Саобраћај, складиштење и везе |
| Мушки  | 14                        | 68                            | 200                                  | 73                   | 134                           |
| Женски | 8                         | 15                            | 197                                  | 62                   | 40                            |
| УКУПНО | 22                        | 83                            | 397                                  | 135                  | 174                           |
| Пол    | Финансијско посредовање   | Некретнине                    | Државна управа и одбрана             | Образовање           | Здравствени и социјални рад   |
| Мушки  | 12                        | 37                            | 55                                   | 39                   | 39                            |
| Женски | 24                        | 31                            | 50                                   | 92                   | 147                           |
| УКУПНО | 36                        | 68                            | 105                                  | 131                  | 186                           |
| Пол    | Остале услужне активности | Приватна домаћинства          | Екстериторијалне организације и тела | Непознато            | Непознато                     |
| Мушки  | 52                        | 0                             | 0                                    | 4                    | 4                             |
| Женски | 59                        | 4                             | 1                                    | 0                    | 0                             |
| УКУПНО | 111                       | 4                             | 1                                    | 4                    | 4                             |

## Галерија
- Вила Лујза
- Натпис на Палићком језеру
- Палић Мајкин салаш ноћу
- Палић један од канала
- Палићко језеро
- Палић ЗОО врт
- Капела Марије, Краљице света
- Винарија Звонко Богдан

## Партнерска места
- Ујсас, Мађарска[8]

## Познате личности
- Немања Рајковић - најуспешнији палићки маратонац свих времена